# Clásicas de Flandes
Las Clásicas de Flandes, o clásicos flamencos, también conocidas como Clásicas de pavé  o Clásicas de adoquín, son clásicas del ciclismo que tienen lugar cada año desde finales de febrero hasta principios de abril en Bélgica y en el norte de Francia y que se caracterizan por la presencia de sectores adoquinados o de pavé. Las Clásicas de Flandes más prestigiosas son el Tour de Flandes y la París-Roubaix, que se encuentran entre los cinco "Monumentos del ciclismo".

## Orden de realización
| Carrera                                           | País    | Fecha                    | Ganador(es) en más ocasiones                                                                            | Victorias |
| ------------------------------------------------- | ------- | ------------------------ | --- | --------- |
| E3 Saxo Bank Classic (E3 Saxo Bank Classic)       | Bélgica | Último viernes de marzo  | Tom Boonen                                                                                              | 5         |
| Gante-Wevelgem (Gent-Wevelgem-In Flanders Fields) | Bélgica | Último domingo de marzo  | Robert Van Eenaeme Rik Van Looy Eddy Merckx Mario Cipollini Tom Boonen Peter Sagan Mads Pedersen        | 3         |
| Tour de Flandes (De Ronde van Vlaanderen)         | Bélgica | Primer domingo de abril  | Achiel Buysse Fiorenzo Magni Eric Leman Johan Museeuw Tom Boonen Fabian Cancellara Mathieu van der Poel | 3         |
| París-Roubaix (Paris-Roubaix)                     | Francia | Segundo domingo de abril | Roger de Vlaeminck Tom Boonen                                                                           | 4         |

## Palmarés

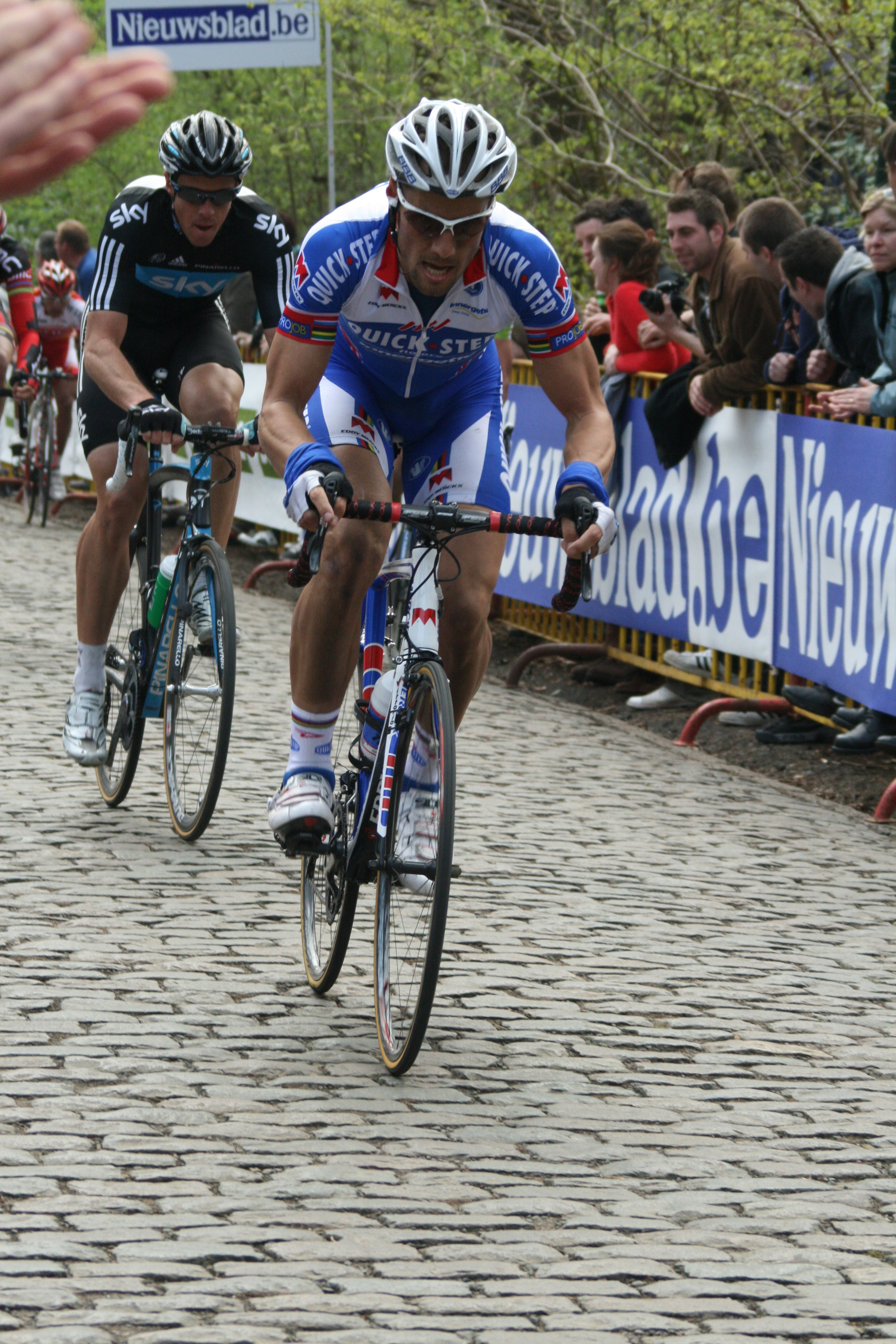
El plusmarquista Tom Boonen es también el único ciclista que pudo ganar todos las clásicas de Flandes en una misma temporada (2012).

| Año  | E3 Saxo Bank Classic  | Gante-Wevelgem           | Tour de Flandes        | París-Roubaix           |
| ---- | --------------------- | ------------------------ | ---------------------- | ----------------------- |
| 1896 |                       |                          |                        | Josef Fischer           |
| 1897 | Maurice Garin         |                          |                        |                         |
| 1898 | Maurice Garin         |                          |                        |                         |
| 1899 | Albert Champion       |                          |                        |                         |
| 1900 | Émile Bouhours        |                          |                        |                         |
| 1901 | Lucien Lesna          |                          |                        |                         |
| 1902 | Lucien Lesna          |                          |                        |                         |
| 1903 | Hippolyte Aucouturier |                          |                        |                         |
| 1904 | Hippolyte Aucouturier |                          |                        |                         |
| 1905 | Louis Trousselier     |                          |                        |                         |
| 1906 | Henri Cornet          |                          |                        |                         |
| 1907 | Georges Passerieu     |                          |                        |                         |
| 1908 | Cyrille Van Hauwaert  |                          |                        |                         |
| 1909 | Octave Lapize         |                          |                        |                         |
| 1910 | Octave Lapize         |                          |                        |                         |
| 1911 | Octave Lapize         |                          |                        |                         |
| 1912 | Charles Crupelandt    |                          |                        |                         |
| 1913 | Paul Deman            | François Faber           |                        |                         |
| 1914 | Marcel Buysse         | Charles Crupelandt       |                        |                         |
| 1919 | Henri Van Lerberghe   | Henri Pélissier          |                        |                         |
| 1920 | Jules Van Hevel       | Paul Deman               |                        |                         |
| 1921 | René Vermandel        | Henri Pélissier          |                        |                         |
| 1922 | Léon Devos            | Albert Dejonghe          |                        |                         |
| 1923 | Heiri Suter           | Heiri Suter              |                        |                         |
| 1924 | Gérard Debaets        | Jules Van Hevel          |                        |                         |
| 1925 | Julien Delbecque      | Felix Sellier            |                        |                         |
| 1926 | Denis Verschueren     | Julien Delbecque         |                        |                         |
| 1927 | Gérard Debaets        | George Ronsse            |                        |                         |
| 1928 | Jan Mertens           | André Leducq             |                        |                         |
| 1929 | Joseph Dervaes        | Charles Meunier          |                        |                         |
| 1930 | Frans Bonduel         | Julien Vervaecke         |                        |                         |
| 1931 | Romain Gijssels       | Gaston Rebry             |                        |                         |
| 1932 | Romain Gijssels       | Romain Gijssels          |                        |                         |
| 1933 | Alphonse Schepers     | Sylvère Maes             |                        |                         |
| 1934 | Gustave Van Belle     | Gaston Rebry             | Gaston Rebry           |                         |
| 1935 | Albert Depreitere     | Louis Duerloo            | Gaston Rebry           |                         |
| 1936 | Robert Van Eenaeme    | Louis Hardiquest         | Georges Speicher       |                         |
| 1937 | Robert Van Eenaeme    | Michel D'Hooghe          | Jules Rossi            |                         |
| 1938 | Hubert Godaert        | Edgard De Caluwé         | Lucien Storme          |                         |
| 1939 | André Declerck        | Karel Kaers              | Émile Masson           |                         |
| 1940 | No disputadas         | Achille Buysse           | No disputadas          |                         |
| 1941 | No disputadas         | Achille Buysse           | No disputadas          |                         |
| 1942 | No disputadas         | Albéric Schotte          | No disputadas          |                         |
| 1943 | No disputadas         | Achille Buysse           | Marcel Kint            |                         |
| 1944 | No disputadas         | Rik Van Steenbergen      | Maurice Desimpelaere   |                         |
| 1945 | Robert Van Eenaeme    | Sylvain Grysolle         | Paul Maye              |                         |
| 1946 | Ernest Sterckx        | Rik Van Steenbergen      | Georges Claes          |                         |
| 1947 | Maurice Desimpelaere  | Emiel Faignaert          | Georges Claes          |                         |
| 1948 | Valère Ollivier       | Albéric Schotte          | Rik Van Steenbergen    |                         |
| 1949 | Marcel Kint           | Fiorenzo Magni           | Serse Coppi André Mahé |                         |
| 1950 | Albéric Schotte       | Fiorenzo Magni           | Fausto Coppi           |                         |
| 1951 | André Rosseel         | Fiorenzo Magni           | Antonio Bevilacqua     |                         |
| 1952 | Raymond Impanis       | Roger Decock             | Rik Van Steenbergen    |                         |
| 1953 | Raymond Impanis       | Wim Van Est              | Germain Derycke        |                         |
| 1954 | Rolf Graf             | Raymond Impanis          | Raymond Impanis        |                         |
| 1955 | Albéric Schotte       | Louison Bobet            | Jean Forestier         |                         |
| 1956 | Rik Van Looy          | Jean Forestier           | Louison Bobet          |                         |
| 1957 | Rik Van Looy          | Fred De Bruyne           | Fred De Bruyne         |                         |
| 1958 | Armand Desmet         | Noël Foré                | Germain Derycke        | Leon Van Daele          |
| 1959 | Norbert Kerckhove     | Leon Van Daele           | Rik Van Looy           | Noël Foré               |
| 1960 | Daniel Doom           | Frans Aerenhouts         | Arthur Decabooter      | Pino Cerami             |
| 1961 | Arthur Decabooter     | Frans Aerenhouts         | Tom Simpson            | Rik Van Looy            |
| 1962 | André Messelis        | Rik Van Looy             | Rik Van Looy           | Rik Van Looy            |
| 1963 | Noël Foré             | Benoni Beheyt            | Noël Foré              | Emile Daems             |
| 1964 | Rik Van Looy          | Jacques Anquetil         | Rudi Altig             | Peter Post              |
| 1965 | Rik Van Looy          | Noël De Pauw             | Jo De Roo              | Rik Van Looy            |
| 1966 | Rik Van Looy          | Herman Van Springel      | Edward Sels            | Felice Gimondi          |
| 1967 | Willy Bocklandt       | Eddy Merckx              | Dino Zandegù           | Jan Janssen             |
| 1968 | Jaak De Boever        | Walter Godefroot         | Walter Godefroot       | Eddy Merckx             |
| 1969 | Rik Van Looy          | Willy Vekemans           | Eddy Merckx            | Walter Godefroot        |
| 1970 | Daniel Van Ryckeghem  | Eddy Merckx              | Eric Leman             | Eddy Merckx             |
| 1971 | Roger De Vlaeminck    | Georges Pintens          | Evert Dolman           | Roger Rosiers           |
| 1972 | Hubert Hutsebaut      | Roger Swerts             | Eric Leman             | Roger De Vlaeminck      |
| 1973 | Willy In 't Ven       | Eddy Merckx              | Eric Leman             | Eddy Merckx             |
| 1974 | Herman Van Springel   | Barry Hoban              | Cees Bal               | Roger De Vlaeminck      |
| 1975 | Frans Verbeeck        | Freddy Maertens          | Eddy Merckx            | Roger De Vlaeminck      |
| 1976 | Walter Planckaert     | Freddy Maertens          | Walter Planckaert      | Marc Demeyer            |
| 1977 | Dietrich Thurau       | Bernard Hinault          | Roger De Vlaeminck     | Roger De Vlaeminck      |
| 1978 | Freddy Maertens       | Ferdi van den Haute      | Walter Godefroot       | Francesco Moser         |
| 1979 | Jan Raas              | Francesco Moser          | Jan Raas               | Francesco Moser         |
| 1980 | Jan Raas              | Henk Lubberding          | Michel Pollentier      | Francesco Moser         |
| 1981 | Jan Raas              | Jan Raas                 | Hennie Kuiper          | Bernard Hinault         |
| 1982 | Jan Bogaert           | Frank Hoste              | René Martens           | Jan Raas                |
| 1983 | William Tackaert      | Léo van Vliet            | Jan Raas               | Hennie Kuiper           |
| 1984 | Bert Oosterbosch      | Guido Bontempi           | Johan Lammerts         | Sean Kelly              |
| 1985 | Phil Anderson         | Eric Vanderaerden        | Eric Vanderaerden      | Marc Madiot             |
| 1986 | Eric Vanderaerden     | Guido Bontempi           | Adrie van der Poel     | Sean Kelly              |
| 1987 | Eddy Planckaert       | Teun van Vliet           | Claude Criquielion     | Eric Vanderaerden       |
| 1988 | Guido Bontempi        | Sean Kelly               | Eddy Planckaert        | Dirk Demol              |
| 1989 | Eddy Planckaert       | Gerrit Solleveld         | Edwig Van Hooydonck    | Jean Marie Wampers      |
| 1990 | Søren Lilholt         | Herman Frison            | Moreno Argentin        | Eddy Planckaert         |
| 1991 | Olaf Ludwig           | Dzhamolidin Abduzhaparov | Edwig Van Hooydonck    | Marc Madiot             |
| 1992 | Johan Museeuw         | Mario Cipollini          | Jacky Durand           | Gilbert Duclos-Lassalle |
| 1993 | Mario Cipollini       | Mario Cipollini          | Johan Museeuw          | Gilbert Duclos-Lassalle |
| 1994 | Andréi Chmil          | Wilfried Peeters         | Gianni Bugno           | Andréi Chmil            |
| 1995 | Bart Leysen           | Lars Michaelsen          | Johan Museeuw          | Franco Ballerini        |
| 1996 | Carlo Bomans          | Tom Steels               | Michele Bartoli        | Johan Museeuw           |
| 1997 | Hendrik Van Dyck      | Philippe Gaumont         | Rolf Sørensen          | Frédéric Guesdon        |
| 1998 | Johan Museeuw         | Frank Vandenbroucke      | Johan Museeuw          | Franco Ballerini        |
| 1999 | Peter van Petegem     | Tom Steels               | Peter van Petegem      | Andrea Tafi             |
| 2000 | Serguéi Ivanov        | Geert Van Bondt          | Andréi Chmil           | Johan Museeuw           |
| 2001 | Andréi Chmil          | George Hincapie          | Gianluca Bortolami     | Servais Knaven          |
| 2002 | Dario Pieri           | Mario Cipollini          | Andrea Tafi            | Johan Museeuw           |
| 2003 | Steven de Jongh       | Andreas Klier            | Peter van Petegem      | Peter van Petegem       |
| 2004 | Tom Boonen            | Tom Boonen               | Steffen Wesemann       | Magnus Bäckstedt        |
| 2005 | Tom Boonen            | Nico Mattan              | Tom Boonen             | Tom Boonen              |
| 2006 | Tom Boonen            | Thor Hushovd             | Tom Boonen             | Fabian Cancellara       |
| 2007 | Tom Boonen            | Marcus Burghardt         | Alessandro Ballan      | Stuart O'Grady          |
| 2008 | Kurt Asle Arvesen     | Óscar Freire             | Stijn Devolder         | Tom Boonen              |
| 2009 | Filippo Pozzato       | Edvald Boasson Hagen     | Stijn Devolder         | Tom Boonen              |
| 2010 | Fabian Cancellara     | Bernhard Eisel           | Fabian Cancellara      | Fabian Cancellara       |
| 2011 | Fabian Cancellara     | Tom Boonen               | Nick Nuyens            | Johan Vansummeren       |
| 2012 | Tom Boonen            | Tom Boonen               | Tom Boonen             | Tom Boonen              |
| 2013 | Fabian Cancellara     | Peter Sagan              | Fabian Cancellara      | Fabian Cancellara       |
| 2014 | Peter Sagan           | John Degenkolb           | Fabian Cancellara      | Niki Terpstra           |
| 2015 | Geraint Thomas        | Luca Paolini             | Alexander Kristoff     | John Degenkolb          |
| 2016 | Michał Kwiatkowski    | Peter Sagan              | Peter Sagan            | Mathew Hayman           |
| 2017 | Greg Van Avermaet     | Greg Van Avermaet        | Philippe Gilbert       | Greg Van Avermaet       |
| 2018 | Niki Terpstra         | Peter Sagan              | Niki Terpstra          | Peter Sagan             |
| 2019 | Zdeněk Štybar         | Alexander Kristoff       | Alberto Bettiol        | Philippe Gilbert        |
| 2020 | cancelada             | Mads Pedersen            | Mathieu van der Poel   | cancelada               |
| 2021 | Kasper Asgreen        | Wout van Aert            | Kasper Asgreen         | Sonny Colbrelli         |
| 2022 | Wout van Aert         | Biniam Girmay            | Mathieu van der Poel   | Dylan van Baarle        |
| 2023 | Wout van Aert         | Christophe Laporte       | Tadej Pogačar          | Mathieu van der Poel    |
| 2024 | Mathieu van der Poel  | Mads Pedersen            | Mathieu van der Poel   | Mathieu van der Poel    |
| 2025 | Mathieu van der Poel  | Mads Pedersen            | Tadej Pogačar          | Mathieu van der Poel    |

## Más victorias
Los únicos ciclistas que han conseguido ganar las cuatro Clásicas de Flandes son:
| Ciclista          | Primera Victoria | Última Victoria | E3 | G-W | TdF | P-R | Total |
| ----------------- | ---------------- | --------------- | -- | --- | --- | --- | ----- |
| Tom Boonen        | 2004             | 2012            | 5  | 3   | 3   | 4   | 15    |
| Rik Van Looy      | 1956             | 1969            | 4  | 3   | 2   | 3   | 12    |
| Jan Raas          | 1979             | 1983            | 3  | 1   | 2   | 1   | 7     |
| Peter Sagan       | 2013             | 2018            | 1  | 3   | 1   | 1   | 6     |
| Noël Foré         | 1958             | 1963            | 1  | 1   | 1   | 1   | 4     |
| Eric Vanderaerden | 1985             | 1987            | 1  | 1   | 1   | 1   | 4     |

Los ciclistas que lograron imponerse en más Clásicas de Flandes:
| Ciclista             | Primera Victoria | Última Victoria | E3 | G-W | TdF | P-R | Total |
| -------------------- | ---------------- | --------------- | -- | --- | --- | --- | ----- |
| Tom Boonen           | 2004             | 2012            | 5  | 3   | 3   | 4   | 15    |
| Rik Van Looy         | 1956             | 1969            | 4  | 3   | 2   | 3   | 12    |
| Fabian Cancellara    | 2006             | 2014            | 3  | 0   | 3   | 3   | 9     |
| Eddy Merckx          | 1967             | 1975            | 0  | 3   | 2   | 3   | 8     |
| Johan Museeuw        | 1992             | 2002            | 2  | 0   | 3   | 3   | 8     |
| Mathieu van der Poel | 2020             | 2025            | 2  | 0   | 3   | 3   | 8     |
| Jan Raas             | 1979             | 1983            | 3  | 1   | 2   | 1   | 7     |
| Roger De Vlaeminck   | 1971             | 1977            | 1  | 0   | 1   | 4   | 6     |
| Peter Sagan          | 2013             | 2018            | 1  | 3   | 1   | 1   | 6     |
| Gaston Rebry         | 1931             | 1935            | 0  | 0   | 1   | 3   | 4     |
| Rik Van Steenbergen  | 1944             | 1952            | 0  | 0   | 2   | 2   | 4     |
| Raymond Impanis      | 1952             | 1954            | 0  | 2   | 1   | 1   | 4     |
| Albéric Schotte      | 1942             | 1955            | 0  | 2   | 2   | 0   | 4     |
| Noël Foré            | 1958             | 1963            | 1  | 1   | 1   | 1   | 4     |
| Walter Godefroot     | 1968             | 1978            | 0  | 1   | 2   | 1   | 4     |
| Francesco Moser      | 1978             | 1980            | 0  | 1   | 0   | 3   | 4     |
| Eric Vanderaerden    | 1985             | 1987            | 1  | 1   | 1   | 1   | 4     |
| Eddy Planckaert      | 1987             | 1990            | 2  | 0   | 1   | 1   | 4     |
| Mario Cipollini      | 1992             | 2002            | 1  | 3   | 0   | 0   | 4     |
| Peter van Petegem    | 1999             | 2003            | 1  | 0   | 2   | 1   | 4     |
| Octave Lapize        | 1909             | 1911            | 0  | 0   | 0   | 3   | 3     |
| Romain Gijssels      | 1931             | 1932            | 0  | 0   | 2   | 1   | 3     |
| Achille Buysse       | 1940             | 1943            | 0  | 0   | 3   | 0   | 3     |
| Robert Van Eenaeme   | 1936             | 1945            | 0  | 3   | 0   | 0   | 3     |
| Fiorenzo Magni       | 1949             | 1951            | 0  | 0   | 3   | 0   | 3     |
| Eric Leman           | 1970             | 1973            | 0  | 0   | 3   | 0   | 3     |
| Freddy Maertens      | 1975             | 1978            | 1  | 2   | 0   | 0   | 3     |
| Sean Kelly           | 1984             | 1988            | 0  | 1   | 0   | 2   | 3     |
| Guido Bontempi       | 1984             | 1988            | 1  | 2   | 0   | 0   | 3     |
| Greg Van Avermaet    | 2017             | 2017            | 1  | 1   | 0   | 1   | 3     |
| Niki Terpstra        | 2014             | 2018            | 1  | 0   | 1   | 1   | 3     |
| Wout van Aert        | 2021             | 2023            | 2  | 1   | 0   | 0   | 3     |
| Mads Pedersen        | 2020             | 2025            | 0  | 3   | 0   | 0   | 3     |

- Solamente Tom Boonen en 2012 consiguió ganar las cuatro clásicas el mismo año.

- Rik Van Looy en 1962, Tom Boonen en 2005, Fabian Cancellara en 2010 y 2013, Greg Van Avermaet en 2017, y Mathieu van der Poel en 2024 consiguieron ganar tres de las clásicas el mismo año.

## Palmarés por países
| País            | Primera Victoria | Última Victoria | E3 | G-W | TdF | P-R | Total |
| --------------- | ---------------- | --------------- | -- | --- | --- | --- | ----- |
| Bélgica         | 1908             | 2023            | 41 | 51  | 69  | 57  | 218   |
| Italia          | 1897             | 2021            | 4  | 7   | 11  | 14  | 36    |
| Países Bajos    | 1953             | 2025            | 8  | 5   | 13  | 10  | 36    |
| Francia         | 1899             | 2023            | 0  | 4   | 3   | 28  | 35    |
| Suiza           | 1923             | 2014            | 3  | 1   | 4   | 4   | 12    |
| Alemania        | 1896             | 2015            | 2  | 3   | 2   | 2   | 9     |
| Dinamarca       | 1990             | 2025            | 2  | 4   | 2   | 0   | 8     |
| Eslovaquia      | 2013             | 2018            | 1  | 3   | 1   | 1   | 6     |
| Noruega         | 2006             | 2019            | 1  | 3   | 1   | 0   | 5     |
| Irlanda         | 1984             | 1988            | 0  | 1   | 0   | 2   | 3     |
| Reino Unido     | 1961             | 2015            | 1  | 1   | 1   | 0   | 3     |
| Australia       | 1985             | 2016            | 1  | 0   | 0   | 2   | 3     |
| Moldavia        | 1994             | 1994            | 1  | 0   | 0   | 1   | 2     |
| Eslovenia       | 2023             | 2025            | 0  | 0   | 2   | 0   | 2     |
| Luxemburgo      | 1913             | 1913            | 0  | 0   | 0   | 1   | 1     |
| Unión Soviética | 1991             | 1991            | 0  | 1   | 0   | 0   | 1     |
| Rusia           | 2000             | 2000            | 1  | 0   | 0   | 0   | 1     |
| Estados Unidos  | 2001             | 2001            | 0  | 1   | 0   | 0   | 1     |
| Suecia          | 2004             | 2004            | 0  | 0   | 0   | 1   | 1     |
| España          | 2008             | 2008            | 0  | 1   | 0   | 0   | 1     |
| Austria         | 2010             | 2010            | 0  | 1   | 0   | 0   | 1     |
| Polonia         | 2016             | 2016            | 1  | 0   | 0   | 0   | 1     |
| República Checa | 2019             | 2019            | 1  | 0   | 0   | 0   | 1     |
| Eritrea         | 2022             | 2022            | 0  | 1   | 0   | 0   | 1     |

## Carreras femeninas

### Palmarés
| Año  | E3 Saxo Bank Classic | Gante-Wevelgem       | Tour de Flandes        | París-Roubaix |
| ---- | -------------------- | -------------------- | ---------------------- | ------------- |
| 2004 |                      | No disputadas        | Zulfiya Zabirova       |               |
| 2005 | Mirjam Melchers      | No disputadas        |                        |               |
| 2006 | Mirjam Melchers      | No disputadas        |                        |               |
| 2007 | Nicole Cooke         | No disputadas        |                        |               |
| 2008 | Judith Arndt         | No disputadas        |                        |               |
| 2009 | Ina Teutenberg       | No disputadas        |                        |               |
| 2010 | Grace Verbeke        | No disputadas        |                        |               |
| 2011 | Annemiek van Vleuten | No disputadas        |                        |               |
| 2012 | Ediciones amateur    | Judith Arndt         |                        |               |
| 2013 | Ediciones amateur    | Marianne Vos         |                        |               |
| 2014 | Lauren Hall          | Ellen van Dijk       |                        |               |
| 2015 | Floortje Mackaij     | Elisa Longo Borghini |                        |               |
| 2016 | Chantal Blaak        | Lizzie Deignan       |                        |               |
| 2017 | Lotta Lepistö        | Coryn Rivera         |                        |               |
| 2018 | Marta Bastianelli    | Anna van der Breggen |                        |               |
| 2019 | Kirsten Wild         | Marta Bastianelli    |                        |               |
| 2020 | Jolien D'Hoore       | Chantal Blaak        | No disputada           |               |
| 2021 | Marianne Vos         | Annemiek van Vleuten | Lizzie Deignan         |               |
| 2022 | Elisa Balsamo        | Lotte Kopecky        | Elisa Longo Borghini   |               |
| 2023 | Marlen Reusser       | Lotte Kopecky        | Alison Jackson         |               |
| 2024 | Lorena Wiebes        | Elisa Longo Borghini | Lotte Kopecky          |               |
| 2025 | Lorena Wiebes        | Lotte Kopecky        | Pauline Ferrand-Prévot |               |

### Más victorias
| Ciclista             | Primera Victoria | Última Victoria | E3 | G-W | TdF | P-R | Total |
| -------------------- | ---------------- | --------------- | -- | --- | --- | --- | ----- |
| Lotte Kopecky        | 2022             | 2025            | 0  | 0   | 3   | 1   | 4     |
| Elisa Longo Borghini | 2015             | 2024            | 0  | 0   | 2   | 1   | 3     |
| Mirjam Melchers      | 2005             | 2006            | 0  | 0   | 2   | 0   | 2     |
| Judith Arndt         | 2008             | 2012            | 0  | 0   | 2   | 0   | 2     |
| Marta Bastianelli    | 2018             | 2019            | 0  | 1   | 1   | 0   | 2     |
| Chantal Blaak        | 2018             | 2019            | 0  | 1   | 1   | 0   | 2     |
| Annemiek van Vleuten | 2011             | 2021            | 0  | 0   | 2   | 0   | 2     |
| Marianne Vos         | 2013             | 2021            | 0  | 1   | 1   | 0   | 2     |
| Lizzie Deignan       | 2016             | 2021            | 0  | 0   | 1   | 1   | 2     |
| Lorena Wiebes        | 2024             | 2025            | 0  | 2   | 0   | 0   | 2     |